# Rclone
Rclone est un logiciel open-source, multiprocessus en ligne de commande, qui permet d'effectuer des transferts de fichiers entre un support de stockage local, et différents supports de stockages distants. Rclone supporte plusieurs dizaines de services de stockage en ligne, tels que ceux basés sur le stockage en froid, le S3 et Google Drive.
Rclone est très utilisé pour ses fonctionnalités sync (pour synchroniser) et mount (pour monter un lecteur distant).
Multiplateforme, il est porté sur un grand nombre de systèmes d'exploitation, comme Windows, MacOS, Linux, différents Unix et BSD.